# La Rioja
 For alternative betydninger, se La Rioja (flertydig). (Se også artikler, som begynder med La Rioja)
La Rioja er en autonom region og en provins i Spanien. Den ligger i den nordlige del af landet og er med sit areal på 5.045 km² den næstmindste af Spaniens regioner og den mindste på fastlandet. Hovedstaden er Logroño. Der er 174 kommuner i området, og næsten halvdelen af dem har under 200 indbyggere. Omkring halvdelen af befolkningen bor i hovedstaden Logroño

## Geografi
La Rioja grænser til provinsen Álava i Baskerlandet), Navarra, Zaragoza i Aragonien, og Burgos og Soria i Castilien og Leon. Floderne Ebro og Oja løber gennem regionen. La Rioja er nok Spaniens mest kendte og ansete vinområde.